# Terenura
Terenura (miersluipers) is een geslacht van vogels uit de familie Thamnophilidae. Het geslacht telt twee soorten.
- Terenura maculata  –  Streepkapmiersluiper
- Terenura sicki  –  Oranjebuikmiersluiper